# Транспорт в Хорватии
Транспорт в Хорватии представлен воздушным, железнодорожным, автомобильным, водным и трубопроводными видами транспорта.

## Аэропорты

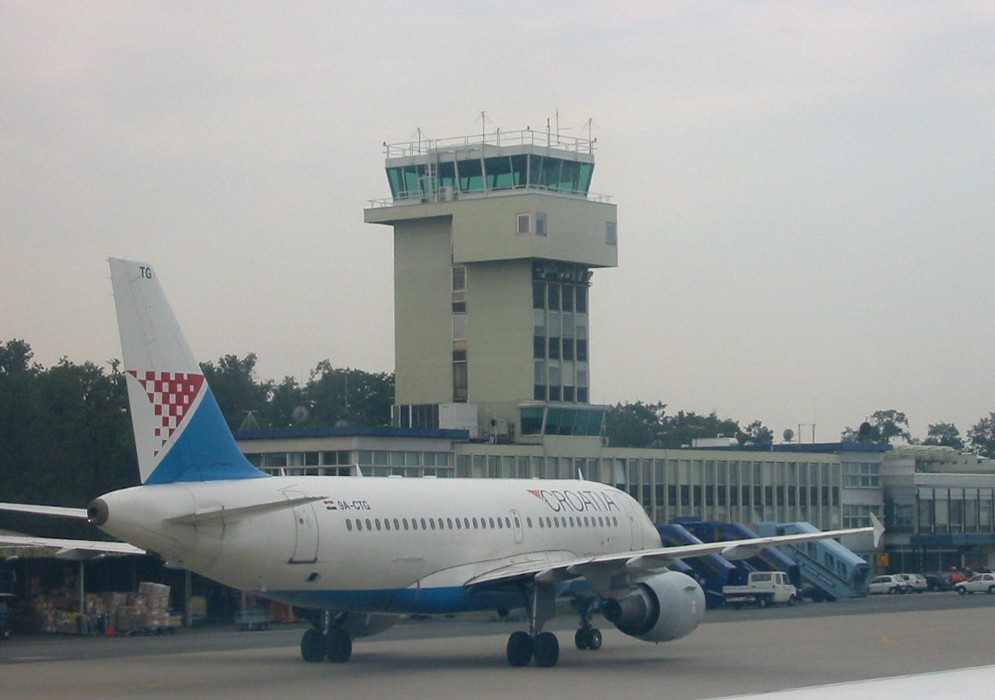
Аэропорт Загреб.

В стране существует 9 гражданских аэропортов. Шесть из них принимают регулярные международные рейсы — Загреб, Сплит, Дубровник, Задар, Риека и Пула. Три аэропорта — Бол, Лошинь и Осиек принимают, в основном, местные рейсы, а также чартеры в туристический сезон.
Аэропорты:
- Аэропорт Загреб
- Аэропорт Сплит
- Аэропорт Риека
- Аэропорт Осиек
- Аэропорт Задар
- Аэропорт Дубровник
- Аэропорт Пула
- Аэропорт Бол
- Аэропорт Лошинь

Среди крупных авиакомпаний на хорватском рынке авиаперевозок — Croatia Airlines (главный оператор местных рейсов), Lufthansa и British Airways. Международные рейсы они выполняют, главным образом, во время туристического сезона. Рейсы в Хорватию выполняют несколько бюджетных перевозчиков: EasyJet, Flyglobespan, Germanwings, TUIfly, Ryanair, Thomson и Wizz Air.
Статистика:
Всего: 68 аэропортов (2004)

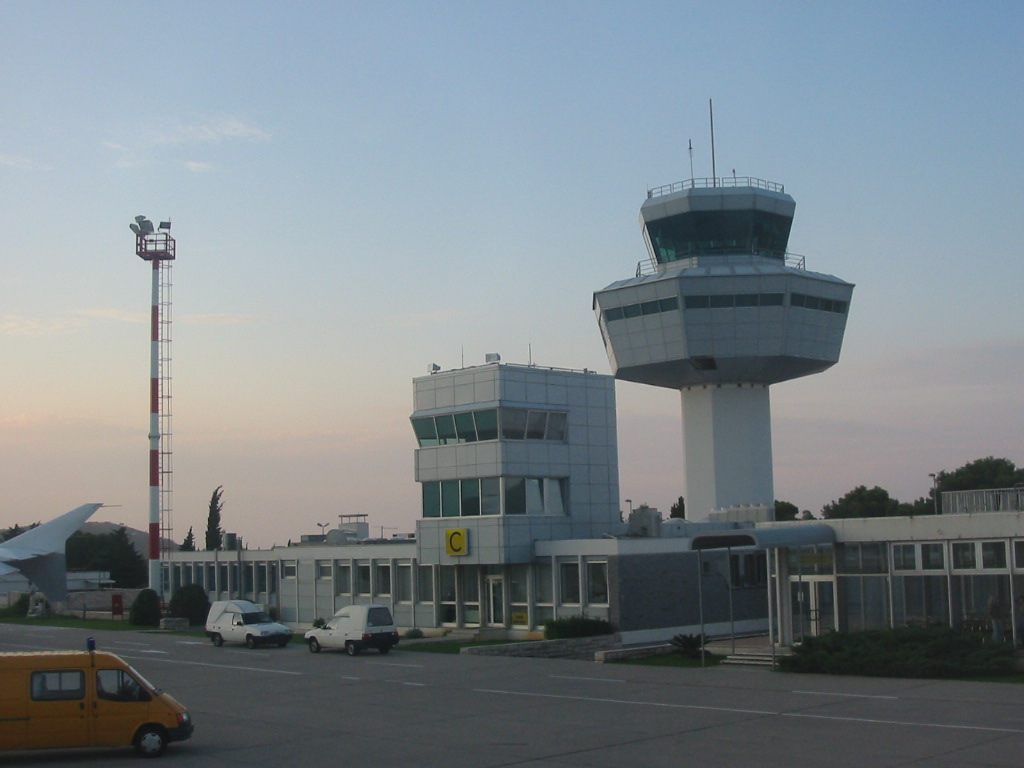
Аэропорт Дубровник.

Аэропорты с твёрдым покрытием взлётно-посадочной полосы (2004):
- всего: 23
- 3,047 м и более: 2
- от 2,438 до 3,047 м: 6
- от 1,524 до 2,437 м: 2
- от 914 до 1,523 м: 4
- менее 914 м: 9

Аэропорты без твёрдого покрытия взлётно-посадочной полосы (2004):
- всего: 45
- от 1,524 до 2,437 м: 1
- от 914 до 1,523 м: 7
- менее 914 м: 37

Гелипортов: три (2010)

## Железнодорожный транспорт

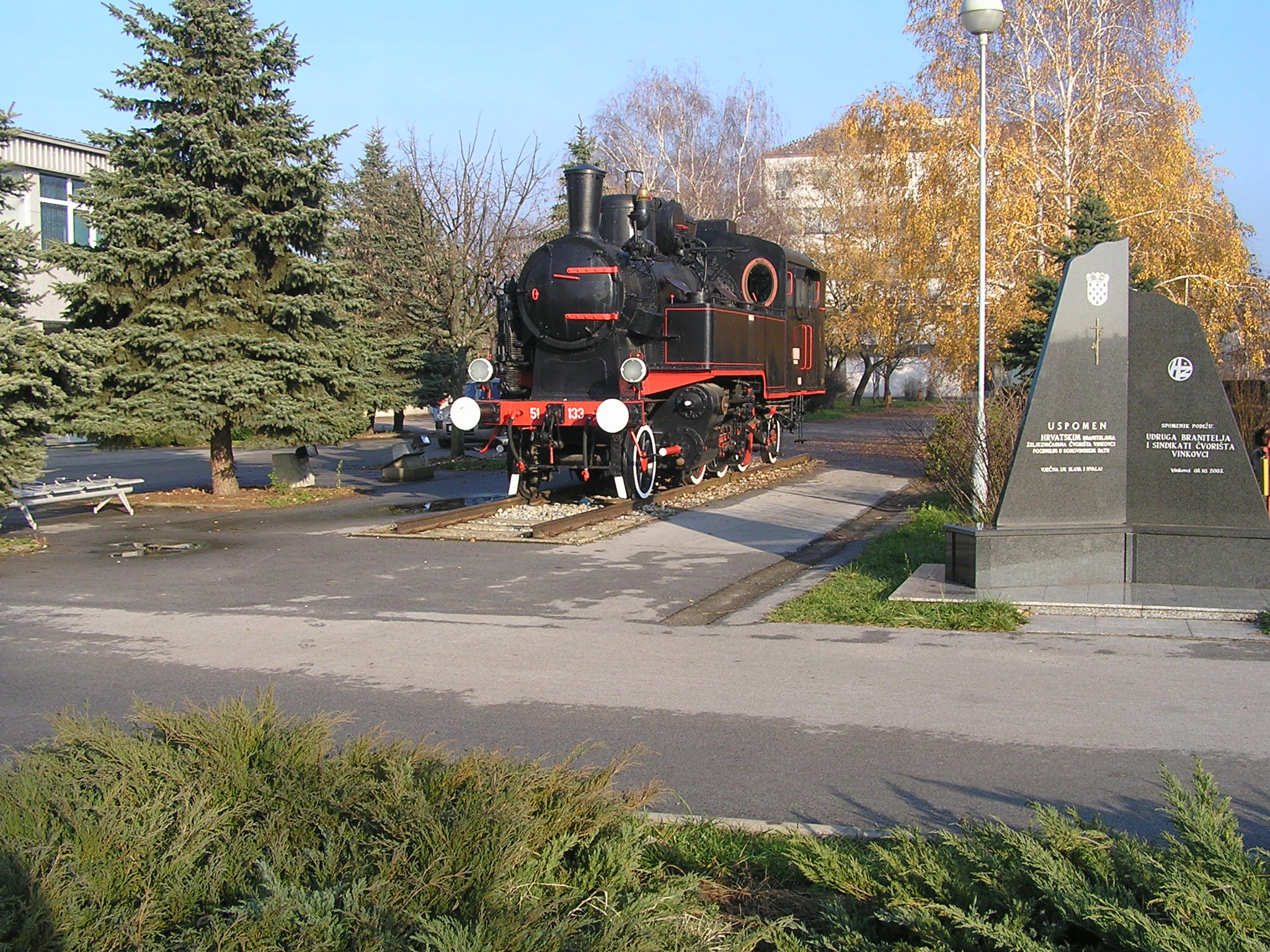
Паровоз-памятник в городе Винковцы.

Железные дороги Хорватии — национальная железнодорожная компания Хорватии.
Важнейшие линии:
- Загреб — Винковцы
- Загреб — Осиек
- Загреб — Риека
- Загреб — Сплит

По железной дороге можно доехать до Словении, Венгрии, Боснии и Герцеговины и Сербии.
Железная дорога нуждается в срочной модернизации, так как после развала СФРЮ никаких инвестиций в железную дорогу не поступало. Множество участков ещё не электрифицировано и являются однопутными. Но их постепенно модернизируют, что позволяет поездам увеличить скорость: на одном участке линии Загреб-Новска-Винковцы максимальная скорость движения увеличилась с 80 км/ч до 120 км/ч, планируется увеличить скорость на определённых участках до 160 км/ч. Также в планах увеличение скорости на линии Венгрия-Бели-Манастир-Осиек-Джяково-Славонски Шамас до 160 км/ч на всей протяжённости. Электрификация планируется на следующих этапах.

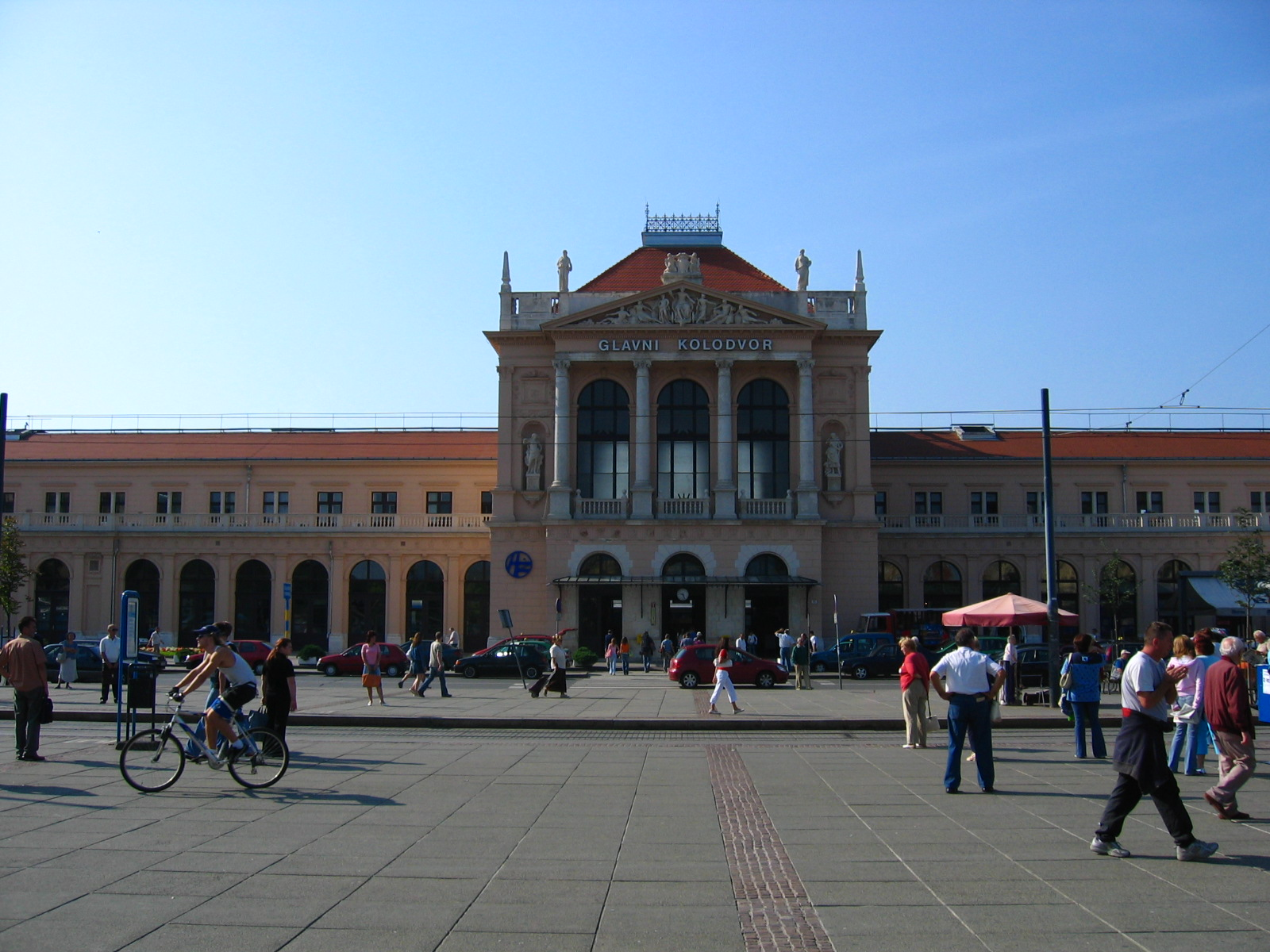
«Загребский Главный вокзал»
(«Zagrebački Glavni kolodvor»).

Официальный рекорд скорости в Хорватии составляет 181 км/ч, что чуть ниже установленного предела в 200 км/ч. Но пока с такой скоростью пассажиров не перевозят, а лишь готовят один вид локомотива к такой скорости и модернизируют ещё несколько вагонов для скоростной езды.

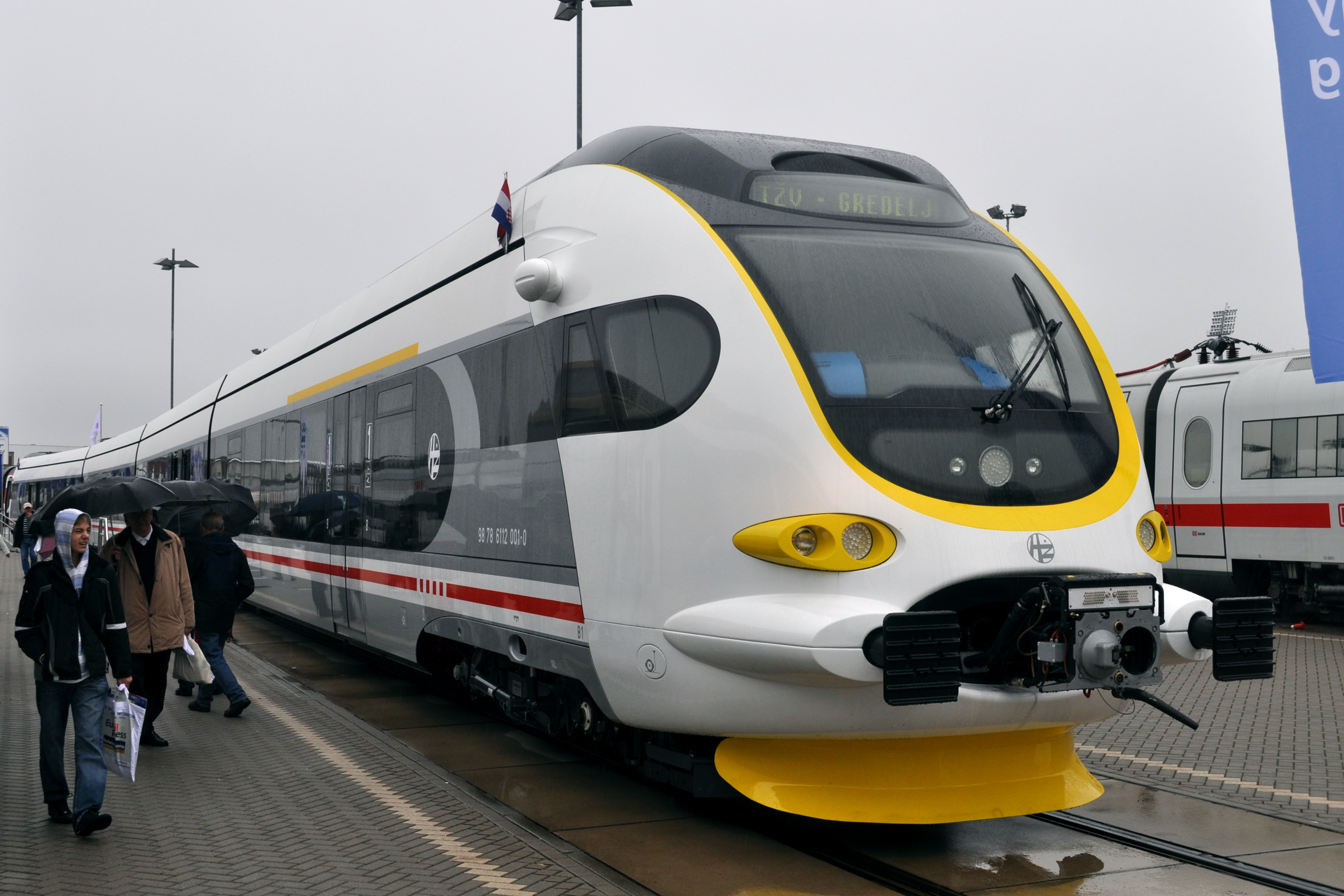
Новые электропоезда «Končar» для «HŽ» (при InnoTrans 2010 в Берлине).

Хорватская железная дорога недавно представила первую серию современных поездов с наклоняемым кузовом, заказанных в немецком отделении компании Bombardier. Они успешно перевозят пассажиров между двумя самыми большими городами Хорватии по холмистому маршруту Загреб — Сплит, но также иногда по маршруту InterCity, проходящему по континентальной части страны. Поезда более комфортабельные по сравнению с обычными, менее шумные, а также более быстрые — если в обычном поездка длится 9 часов, то в этом не более 5,5 часов. В дальнейших планах удлинение маршрута в пределах континентальной части Хорватии.
Хорватская железная дорога планирует возродить железнодорожное движение дальнейшим улучшением сервиса и составить серьёзную конкуренцию автомобильным перевозкам, в частности, в летний период.
Хорватская железная дорога планирует представить высокоскоростную магистраль, чтобы не отставать от ЕС. Строительство совершенно новой линии от Карловаца до Риеки и реконструкция линии от границы с Венгрией до Карловаца намечены на конец 2007 года. Линию должны полностью электрифицировать: её длина составляет 269 км, что на 61 км короче существующей. Путь из Загреба в Риеку будет короче на час по сравнению с сегодняшними 4 часами. Эту линию построят первоначально, чтобы обслуживать возрастающий поток товаров в хорватский порт Риека, который оттуда транспортируется во многие места центральной и восточной Европы.
Статистика:
Длина (2004):
- всего: 2726 км
- с шириной колеи 1 435 м: 2726 км (984 км электрифицированы)

## Автомобильный транспорт

Хорватские автомагистрали (нынешний статус — 2011 год)

По состоянию на 2010 год, строительство четырёх трасс: A2 (Загреб — Крапина — Мацель), A3 (Загреб — Славонски Брод — сербская граница), A4 (Загреб — Вараждин — венгерская граница) и A6 (Загреб — Риека) закончено. A1 между Загребом и Сплитом планируют продолжить до Дубровника, A5 (A3 — Осиек — венгерская граница) закончена на две трети, A7 (словенская граница — Риека — A1) закончена на треть. Прочие находятся в начале строительства или в состоянии разработки.

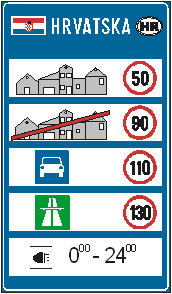
Хорватские знаки ограничения скорости на дорогах.

Туризм является важнейшей составляющей для хорватской экономики, многие туристы приезжают на курорты страны на своих автомобилях. Без адекватных дорог передвижение по стране в летние месяцы было бы затруднено. Дороги необходимы для поддержания развития страны и для экономического роста. Хорватия имеет достаточную сеть дорог для страны, недавно пережившей войну за независимость.
Хорватия имеет 29410 км дорог. Из них 1313.8 км - автомагистрали (autocesta). Хорватия в 2019 году заняла 12-е место в мире и 6-е место в Европе по качеству дорог в рейтинге Индекса глобальной конкурентоспособности, ежегодно составляемом экспертами Всемирного экономического форума. Самое высокое место среди всех посткоммунистических стран мира.

### ПДД
Все дорожные знаки соответствуют Венской конвенции о дорожных знаках и сигналах.
Ограничение скорости:
- в населённых пунктах 50 км/ч
- вне населённых пунктов 90 км/ч
- на автострадах 110 км/ч
- на некоторых магистралях 130 км/ч

В 2004 году появились новые ПДД, согласно которым были введены решительные меры безопасности — уровень алкоголя в крови автомобилиста не должен превышать 0‰. Но в 2008 году цифра была изменена на 0,5 ‰.
Выполняя требования безопасности, все новые хорватские тоннели имеют безопасное оборудование и несколько контролирующих центров, которые контролируют трафик на автомагистралях.

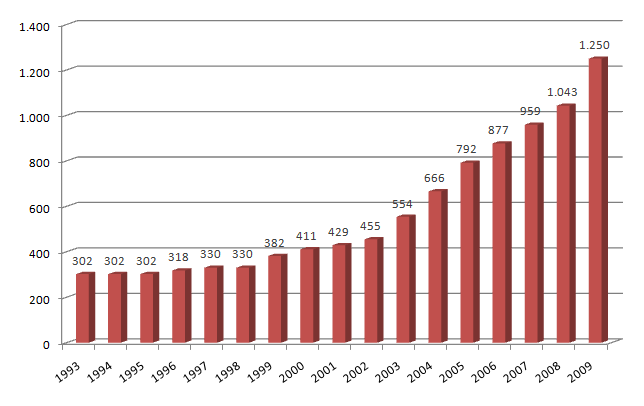
Динамика развития хорватской сети автомагистралей.

### Автомагистрали
В Хорватии термин autocesta (автомагистраль) означает разделённую дорогу с двумя полосами в каждом направлении и обочиной по правой стороне, предназначенной для объезда возможных аварий. На знаке autocesta белым цветом на зелёном фоне нарисована автомагистраль. Термин brza cesta (скоростное шоссе) означает дорогу с двумя линиями в каждом направлении и без обочины. Polu-autocesta (полуавтомагистраль) относится к двухполосной неразделенной дороге когда одна дорога закрыта на ремонт.
Автомагистрали и некоторые шоссе Хорватии обозначаются буквой А, скоростные шоссе буквой B, а европейские шоссе обозначают буквой E.
Список скоростных шоссе и автомагистралей:
- A1, Загреб — Вргорац, 467 км

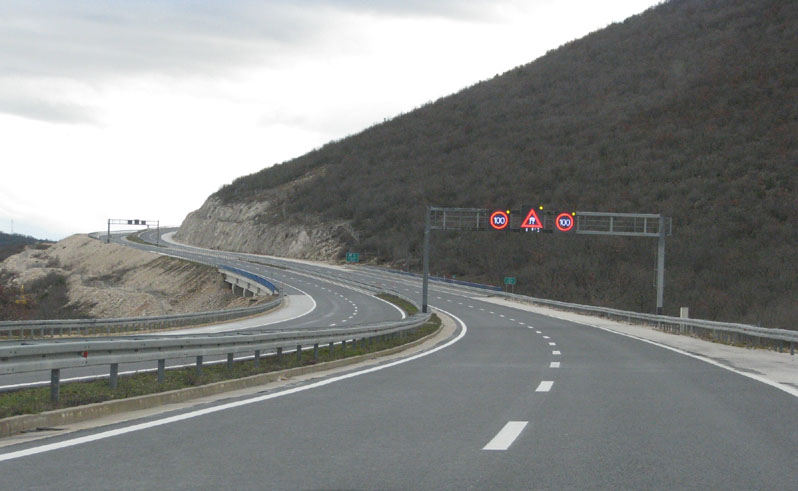
Автомагистраль A1 вблизи Трогира

  - заключительный на 2010 год участок открыт 22 декабря 2008 года
  - в тоннелях Мала-Капела и Свети-Рок открыто двухполосное движение 29 мая 2009 года
- A2, Загреб — Крапина — Мацель (E59)
  - открыта в мае 2007 года.
- A3, граница Словении — Загреб — Липовац (граница с Сербией) (E70).
- A4, венгерская граница — Чаковец — Вараждин — Загреб (E71).

- A5, Осиек — Среданцы
- A6, Загреб — Риека:

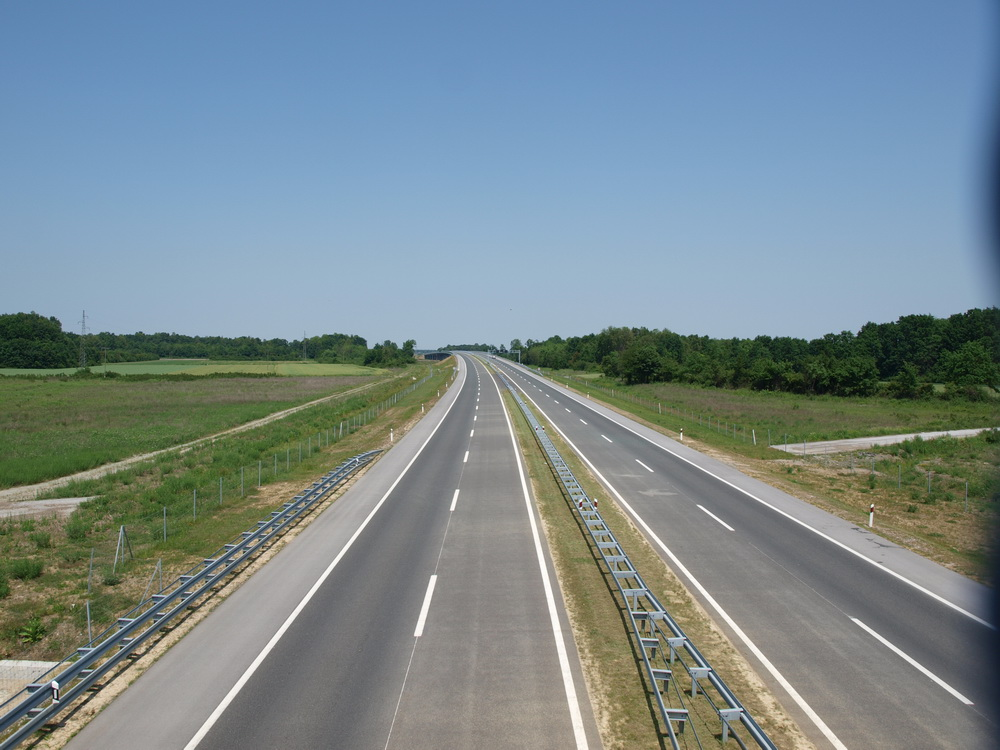
A5, «Славонская» автомагистраль

  - Участок Загреб-Босильево принадлежит шоссе A1.
- A7, граница Словении — Риека — Бакар: открыто 30 июня 2005 года (E61) (Е65).
- A8 (B8), Риека — тоннель Учка — Канфанар
- A9 (B9), граница Словении — Умаг — Ровинь — Канфанар — Воднян — Пула, открыта в июне 2005 года (E751). На участке Канфанар — Пула магистраль, открыта в июле 2010 года. 14 июня 2011 года было открыто четырёхполосное движение на участке Умаг — Канфанар 8 месяцев раньше плана.
- A10, боснийская граница — Плоче
- A11, Загреб (Якушевец: Сараевское шоссе) — Велика-Горица — Лекеник — Сисак (— Бихач?)
  - открыта 9 мая 2009 года, Велика-Горица — Бушевец

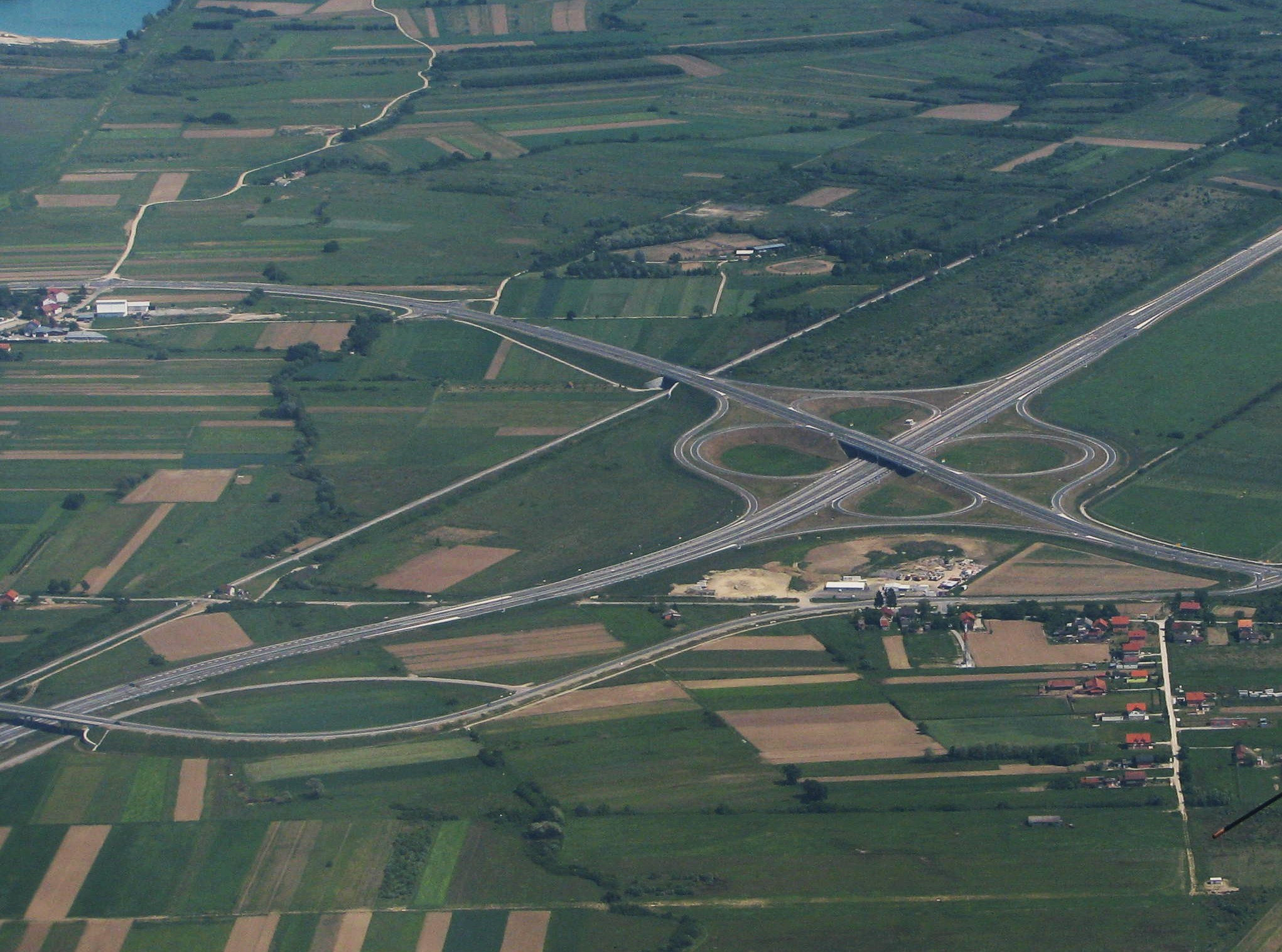
Перекресток на автомагистрали A11 в районе Велика-Горицы

- A12, Загреб (Света Хелена) — Врбовец — Крижевцы — Копривница — Гола — венгерская граница (шоссе строится сейчас)[4]. Работы были официально открыты 27 Апреля 2009 года[5].
- A13, Врбовец — Градец — Бьеловар — Вировитица — Терезино Поле — венгерская граница (шоссе строится сейчас)[4]. Работы были официально открыты 27 Апреля 2009 года[5].
- B31, восточная кольцевая автомагистраль Велика-Горицы: Загреб (Отечественный мост) — Велика-Горица-юг
- B502, Задар 2 на автомагистрали А1 (Латински Ислам) — Аэропорт Задар — Задар (Гаженица)
- B522, Горня Плоча (автомагистраль А1) — Удбина

#### Сбор

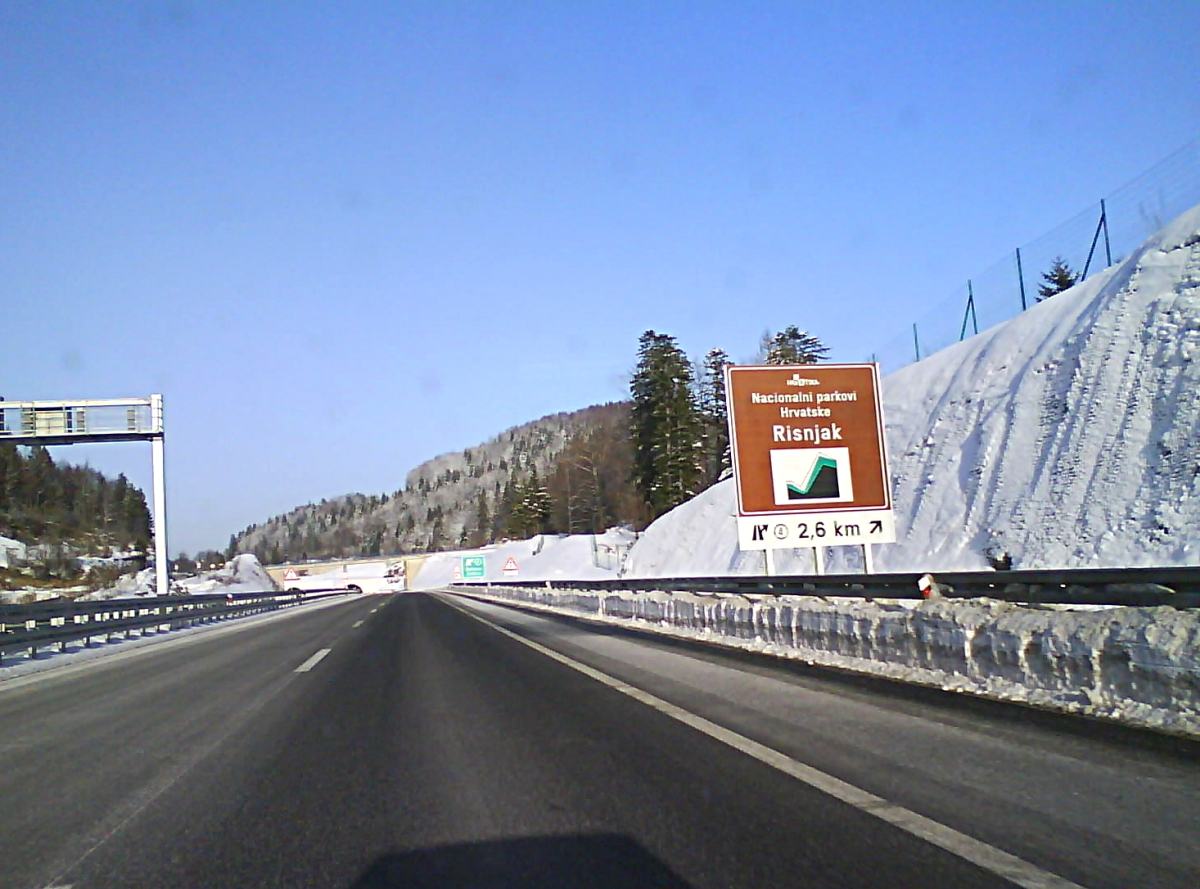
Автомагистраль A6 недалеко от съезда на национальный парк Рисняк
в январе

Сбор за пользование шоссе взимается почти повсеместно. Оплачивается наличными евро или кредитными карточками. Существуют две системы: открытая и закрытая. Открытую систему используют на мостах, тоннелях. Согласно ей оплата происходит в пропускном пункте немедленно. По закрытой системе, автомобилист проезжает через два пункта — в первом он получает квитанцию, а во втором её оплачивает согласно расчётам.
Hrvatske ceste (Хорватская компания, владеющая дорогами) облагает дополнительными сборами тяжёлый транспорт. Существует сервис в Интернете, позволяющий рассчитать стоимость пользования хорватскими дорогами.
Оплатить сбор можно следующими видами пластиковых карт:
- Смарт-карты. В августе 2007 года такая карта стоила 20 кун. Даёт скидку 10 %.
- Сезонные смарт-карты дают автолюбителям скидку 23,5 % во время определённых пяти месяцев.

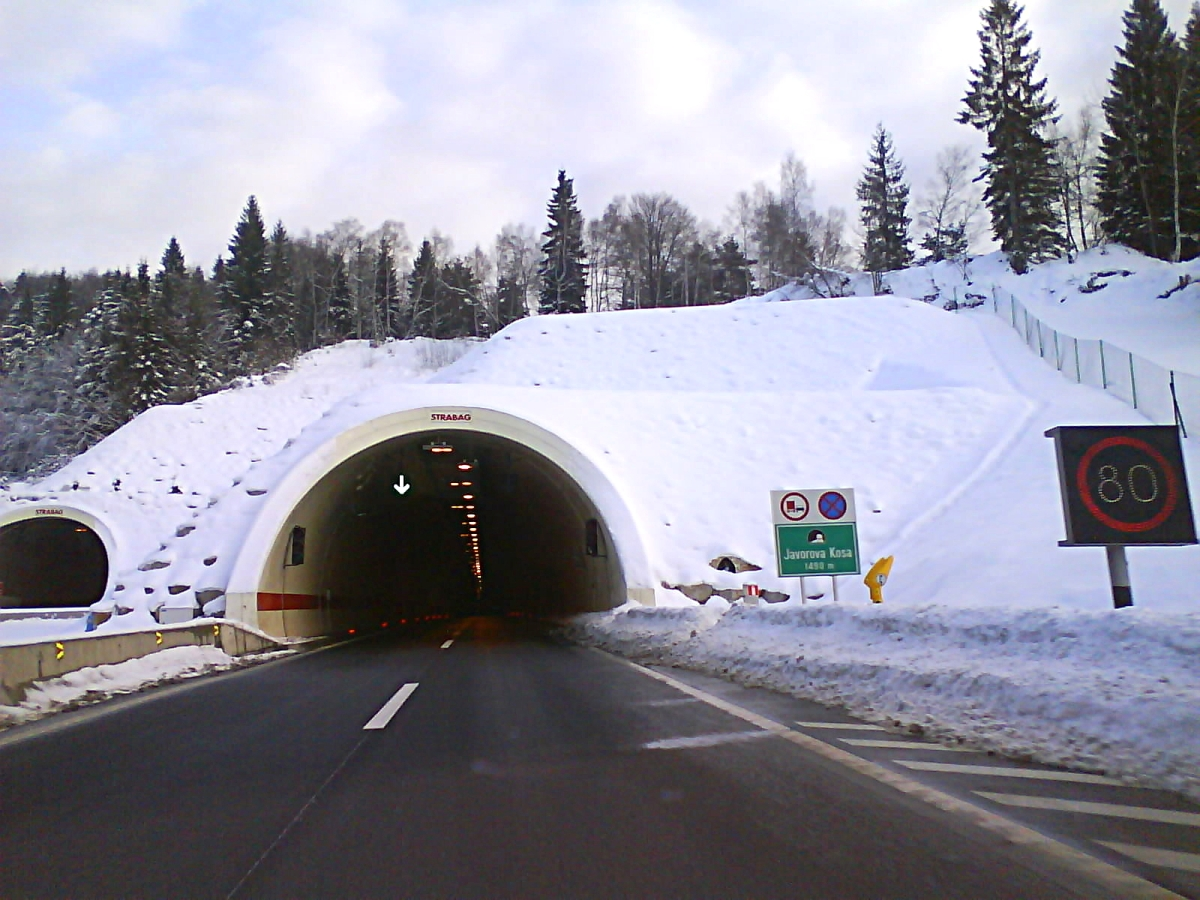
Автомагистраль A6 перед въездом в туннель Яворова-Коса в январе

- Система автоматического сбора пошлины (Elektronička naplata cestarine) — совокупность устройств для взимания оплаты за проезд по платной дороге без остановки транспортного средства. Освобождает автовладельцев от стояния в очереди для оплаты сбора в специальных пунктах.

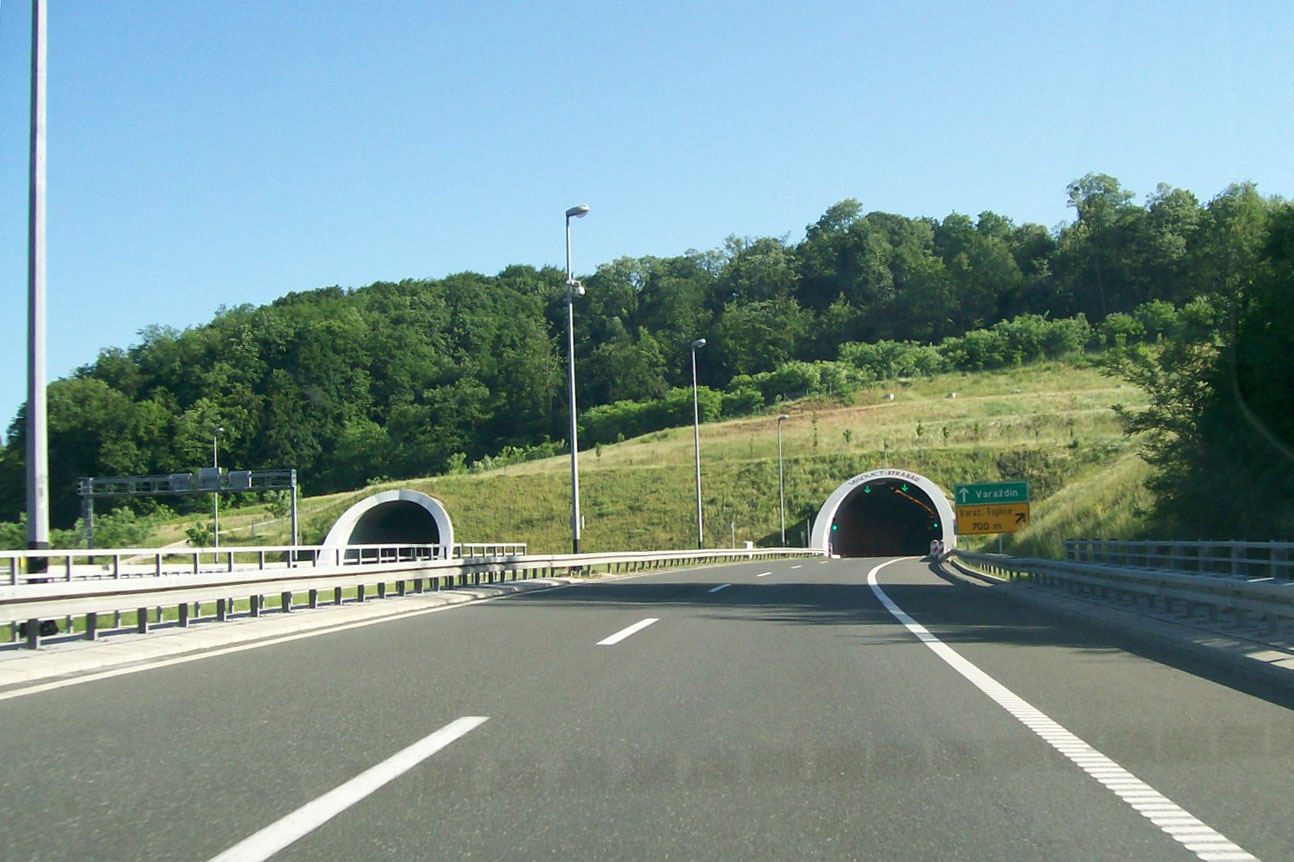
Автомагистраль A4 перед съездом на Вараждинске-Топлице

#### Строительство шоссе
Строятся:
| Шоссе | Участок                                 | Длина   | Примечание                                   |  |
| ----- | --------------------------------------- | ------- | -------------------------------------------- |  |
| A1    | Вргорац — Плоче                         | 10 км   | окончание строительства намечено на 2012 год |  |
| A1    | Дубровник — Доли                        | 29.6 км |                                              |  |
| A5    | Осиек — Бели-Манастир                   | 25 км   | окончание строительства намечено на 2012 год |  |
| A5    | Среданци — граница Боснии и Герцеговины | 3.6 км  | окончание строительства намечено на 2012 год |  |
| A11   | Якушевец — Велика-Горица                | 9.5 км  | Участок будет построен в декабре 2009 году.  |  |
| A11   | Бушевец — Лекеник                       | 11.2 км | Участок будет построен в 2010 году.          |  |
| A11   | Лекеник — Сисак                         | 17.8 км | Участок будет построен в 2011 году.          |  |

### Дороги государственного значения
Državne ceste (Дороги государственного значения) обозначают буквой D и номером дороги.
Важными дорогами являются:
- D1, соединяет Загреб и Сплит — проходит через Карловац, Слунь, Плитвице, Кореница, Книн, Синь.
- D2, соединяет Вараждин и Осиек — проходит через Копривница, Вировитица, Слатина, Нашице.
- D8, соединяет Риека и Дубровник (известна как Адриатическое шоссе), является частью шоссе E65 — проходит вдоль побережья и соединяет много прибрежных городов, таких как Цриквеница, Сень, Задар, Шибеник, Трогир, Сплит, Омиш, Макарска и Плоче.

### Второстепенные дороги
Второстепенные дороги обозначаются на указателях буквой Ž и цифрой на жёлтом фоне. Деревенские дороги обозначаются четырёхзначной цифрой. Такие указатели встречаются редко на дорогах, в основном только на подробных картах.
Остальные дороги — местные, и никак не обозначаются. Им присвоены обозначения в виде буквы L и пяти цифр, но нигде не употребляются.

### Автобусное движение

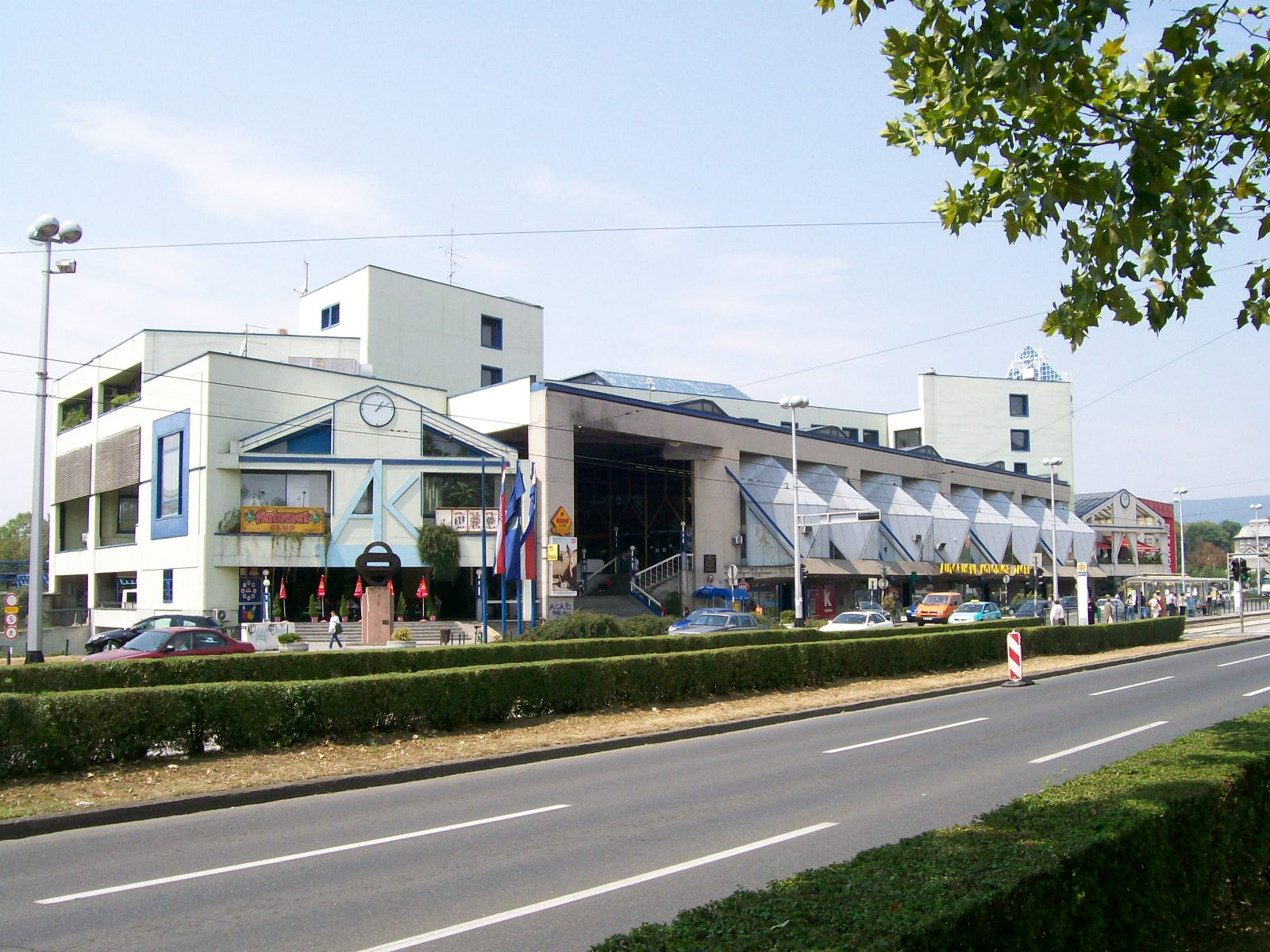
«Автобусный вокзал Загреб»

В противоположность развитому только на севере страны железнодорожному сообщению, автобусы являются наиболее доступными, дешёвыми и широкоиспользуемые гражданами. Автобусное движение внутри страны хорошо развито, поэтому на автобусе легко добраться даже в отдалённые уголки Хорватии. Почти все автобусы на маршрутах внутри страны оборудованы кондиционированием воздуха, что очень комфортно для пассажиров. Хорватское правительство постановило, что автобусы должны быть не старше 12 лет.
Из Хорватии курсируют маршруты в соседние страны (Словения, Босния и Герцеговина, Сербия и так далее), а также в Австрию, Германию, Швейцарию и другие европейские страны. Международные автобусы соответствуют европейским стандартам.
Загреб имеет самый большой и современный автобусный вокзал в Хорватии. Он расположен в центре города на проспекте Марин Држич. Там расположены специальные стоянки, паркинг. Автостанция находится около центрального железнодорожного вокзала (1,1 км к востоку). Рядом проходят трамвайные маршруты.

## Водный транспорт

### Морской транспорт
Хорватия имеет несколько портов. Самый большой находится в Адриатике в городе Риека на северном хорватском побережье, за ним следует Плоче, являющийся стратегически важным для промышленности Боснии и Герцеговины. Самый большой пассажирский порт находится в Сплите. Вдоль побережья находятся 66 обитаемых островов, и добираются до континента они по морю. Особенно удобна паромная переправа в Дубровник, так как южная оконечность Хорватии отделена от основной территории страны узкой полосой, которая принадлежит Боснии и Герцеговине.
Порты и гавани:
- главные транспортные морские порты: Омишаль, Плоче, Риека, Шибеник
- другие порты: Дубровник, Дуги Рат, Пула, Сплит, Задар
- порты на реках: Вуковар, Сисак, Славонски-Брод, Жупанья, Осиек

Суда (по состоянию на 2005):
- всего: 73 корабля (водоизмещением свыше 1000 тонн)
- суда по типам:
  - балкер 25
  - торговое грузовое судно 12
  - для перевозки химических веществ 2
  - пассажирские 25
  - нефтяные танкеры 4
  - рефрижераторное судно 1
  - ролкер 4
  - заграничные суда, зарегистрированные в Хорватии: 1
    - Дания 1

  - зарегистрированы в других странах: 31

### Речной транспорт
Через Хорватию протекает Дунай — важный путь, соединяющий Восточную Центральную Европы. Главный порт на реке Вуковар.
Реки с круглогодичной навигацией:
- Дунай (от Батина до Илок)
- Сава. Порт в городе Сисак.

Годно для судоходства (по состоянию на 2004): 785 км

## Трубопроводы
По состоянию на 2004:
- газопровод: 1,340 км
- нефтепровод: 583 км